# Быков, Алексей Андреевич
Алексе́й Андре́евич Бы́ков (1896—1977) — крупный советский нумизмат-востоковед, Заслуженный работник культуры РСФСР (1964), член-корреспондент Американского нумизматического общества, член-корреспондент Международного совета музеев.

## Биография
Родился в дворянской семье. В 1913 окончил Пажеский корпус, в 1913—1915 учился в Институте инженеров путей сообщения.
В 1923 году Быков окончил этнолого-лингвистическое отделение факультета общественных наук Петроградского университета по специальности «арабская история и филология» и в том же году устроился работать в Комиссию по нумизматике и глиптике в Государственной Академии материальной культуры. В следующем году он перешёл в Отдел нумизматики Государственного Эрмитажа.
16 марта 1935 арестован как бывший дворянин, 20 марта выслан в Самару на 5 лет как социально вредный элемент. 2 апреля 1936 постановлением ОСО ссылка была отменена, и Быков вернулся в Ленинград.
В 1941 году Быков руководил эвакуацией нумизматических ценностей Эрмитажа в Свердловск и до окончания войны исполнял обязанности заведующего Отделом нумизматики. После войны коллекция была возвращена в Ленинград и Алексей Быков с 1945 по 1974 год работал в Эрмитаже заведующим Отдела нумизматики.

## Научная деятельность
Принимал участие в 25-м (1960, Москва) и 26-м (1964, Дели) Международном конгрессе востоковедов.
Он является автором более 40 научных работ, бо́льшая часть которых посвящена куфической нумизматике. Его перу принадлежат, в частности, следующие работы:
- Аббасидский памятный диргем начала IX века // Советское востоковедение. — М.—Л.: Издательство Академии наук СССР, 1947. — Вып. IV. — С. 83—90.
- Дайсам ибн Ибрахим ал-Курди и его монеты / Эпиграфика Востока. — 1955. — 10.
- Монеты Дайсама ибн Ибрахима ал-Курди. Москва: Восточная литература, 1960, 19 с.
- Монеты Рашаддина, уйгурского повстанца / Страны и народы Востока. Вып. 15. — М., 1973.
- Из истории денежного обращения Хазарии в 8 — 9 вв. / Восточные источники по истории народов Юго-Восточной и Центральной Европы. Вып. 3. — М., 1974.
- Быков А. А. Монеты Китая. — Л.: Советский художник, 1969. — 80 с. — 18 000 экз.